# ماريو غونزاليس (دراج)
ماريو غونزاليس (بالإسبانية: Mario González Salas) هو دراج إسباني، ولد في 6 يونيو 1992 في توريلافيجا في إسبانيا.

## وصلات خارجية
- ماريو غونزاليس على موقع الاتحاد الدولي للدراجات (الإنجليزية)
- ماريو غونزاليس على موقع أرشيف الدراجات (الإنجليزية)
- ماريو غونزاليس على موقع إحصائيات الدراجات الإحترافية (الإنجليزية)
- ماريو غونزاليس على موقع نسبة الدراجات (الإنجليزية)